# 周吕鑫
周呂鑫（1988年7月31日—），安徽芜湖人，中国男子跳水运动员。
其早期学习体操，1998年改练跳水，2004年进入国家队。2008年，周吕鑫参加2008年北京奥运会10米跳台跳水比赛，在最后一跳前仍然遥遥领先。然而，周吕鑫在最后一跳中意外出现失误，被澳大利亚选手马修·米查姆反超，仅获得银牌。此后，周吕鑫的状态陷入低迷，在多届大赛中都表现平平，主力位置被邱波取代。2012年，周吕鑫在奥运选拔赛中失利，无缘出战2012年倫敦奧運會。

## 主要成绩
- 2005年十运会个人赛第五名
- 2006年跳水世界杯男子十米台冠军；多哈亚运会男子十米台银牌
- 2007年游泳世锦赛男子十米台银牌
- 2008年跳水世界杯男子十米台银牌；北京奥运会银牌
- 2009年世界游泳錦標賽男子10米跳台以530.55分獲得銅牌
- 2009年十一運會 與王健凱代表解放軍奪得雙人10米跳台銀牌
- 2010年亞洲運動會 雙人10米跳台 金牌